# 대한민국의 감사원장
감사원장(監査院長)은 감사원을 대표하는 직위로, 부총리급 정무직공무원으로 보한다. 대통령 소속기관이지만 직무상 독립되어 있으며, 4년 중임제 임기가 보장되어 정치적 중립성을 확보하는 장치를 두고 있다.

## 임명
- 감사원장은 국회의 동의를 얻어 대통령이 임명한다.

## 임기
- 임기는 4년으로 하며, 1차에 한하여 중임할 수 있다.

## 역할
- 각 행정기관의 장은 소관 사무를 통할하고 소속 공무원을 지휘·감독한다.
- 감사원장은 국가의 세입·세출의 결산, 국가 및 법률이 정한 단체의 회계 검사와 행정기관 및 공무원의 직무에 관한 감찰에 관한 사무를 관장한다.

## 역대 감사원장

### 감찰위원회 위원장
| 정부        | 대수 | 이름           | 임기                            | 비고 |
| ----------- | ---- | -------------- | ------------------------------- | ---- |
| 제 1 공화국 | 초대 | 정인보(鄭寅普) | 1948년 8월 28일~1949년 7월 21일 |      |
| 제 1 공화국 | 2대  | 노진설(盧鎭卨) | 1949년 7월 22일~1952년 9월 21일 |      |
| 제 1 공화국 | 3대  | 이광(李光)     | 1952년 9월 22일~1954년 6월 29일 |      |
| 제 1 공화국 | 4대  | 강인택(姜仁澤) | 1954년 7월 3일~1955년 2월 6일   |      |

### 심계원장
| 정부      | 대수 | 이름           | 임기                             | 비고 |
| --------- | ---- | -------------- | -------------------------------- | ---- |
| 제1공화국 | 초대 | 명제세(明濟世) | 1948년 9월 4일~1949년 11월 23일  |      |
| 제1공화국 | 2대  | 함태영(咸台永) | 1949년 11월 24일~1952년 7월 22일 |      |
| 제1공화국 | 3대  | 노진설(盧鎭卨) | 1952년 9월 22일~1956년 9월 30일  |      |
| 제1공화국 | 4대  | 최하영(崔夏永) | 1956년 10월 1일~1960년 6월 9일   |      |
| 제2공화국 | 5대  | 김세완(金世玩) | 1960년 6월 25일~1961년 5월 19일  |      |
| 제2공화국 | 6대  | 이원엽(李元燁) | 1961년 5월 20일~1963년 3월 19일  |      |

### 감찰위원회 위원장
| 정부      | 대수 | 이름           | 임기                            | 비고 |
| --------- | ---- | -------------- | ------------------------------- | ---- |
| 제2공화국 | 초대 | 민영수(閔泳壽) | 1961년 3월 28일~1961년 5월 15일 |      |
| 제2공화국 | 2대  | 최재명(崔載明) | 1961년 5월 23일~1961년 7월 10일 |      |
| 제2공화국 | 3대  | 채명신(蔡命新) | 1961년 7월 11일~1963년 3월 19일 |      |

### 감사원장
| 정부        | 대수           | 이름                             | 임기                              | 비고     |
| ----------- | -------------- | -------------------------------- | --------------------------------- | -------- |
| 제2공화국   | 초대           | 이원엽(李元燁)                   | 1963년 3월 20일~1963년 7월 11일   |          |
| 제2공화국   | 2대            | 한신(韓信)                       | 1963년 7월 12일~1963년 12월 15일  |          |
| 제3공화국   | -              | 임승설(林承說)                   | 1963년 12월 16일~1964년 2월 18일  | 직무대행 |
| 제3공화국   | 3대            | 이주일(李周一)                   | 1964년 2월 19일~1968년 2월 18일   |          |
| 제3공화국   | 4대            | 이주일(李周一)                   | 1968년 2월 27일~1971년 6월 3일    |          |
| 제3공화국   | -              | 이근상(李根祥)                   | 1971년 6월 4일~1971년 7월 30일    | 직무대행 |
| 제3공화국   | 5대            | 이석제(李錫濟)                   | 1971년 7월 31일~1972년 2월 26일   |          |
| 제3공화국   | 서리           | 이석제(李錫濟)                   | 1972년 2월 27일~1972년 7월 31일   |          |
| 제4공화국   | 6대            | 이석제(李錫濟)                   | 1972년 8월 1일~1976년 7월 31일    |          |
| 제4공화국   | 서리           | 신두영(申斗永)                   | 1976년 8월 1일~1976년 9월 21일    |          |
| 제4공화국   | 7대            | 신두영(申斗永)                   | 1976년 9월 22일~1980년 9월 1일    |          |
| 제4공화국   | 서리           | 이한기(李漢基)                   | 1980년 9월 2일~1980년 9월 21일    |          |
| 제4공화국   | 8대            | 이한기(李漢基)                   | 1980년 9월 22일~1981년 4월 15일   |          |
| 제5공화국   | 9대            | 이한기(李漢基)                   | 1981년 4월 16일~1982년 9월 4일    |          |
| 제5공화국   | 서리           | 정희택(鄭喜澤)                   | 1982년 9월 5일~1982년 9월 20일    |          |
| 제5공화국   | 10대           | 정희택(鄭喜澤)                   | 1982년 9월 21일~1984년 4월 7일    |          |
| 제5공화국   | 서리           | 황영시(黃永時)                   | 1984년 4월 9일~1984년 6월 27일    |          |
| 제5공화국   | 11대           | 황영시(黃永時)                   | 1984년 6월 28일~1985년 4월 15일   |          |
| 제5공화국   | 서리           | 황영시(黃永時)                   | 1985년 4월 16일~1985년 5월 15일   |          |
| 제5공화국   | 12대           | 황영시(黃永時)                   | 1985년 5월 16일~1988년 7월 3일    |          |
| 노태우 정부 | 12대           | 황영시(黃永時)                   | 1985년 5월 16일~1988년 7월 3일    |          |
| 13대        | 김영준(金永駿) | 1988년 7월 4일~1992년 7월 3일    |                                   |          |
| 서리        | 김영준(金永駿) | 1992년 7월 4일~1992년 8월 12일   |                                   |          |
| 14대        | 김영준(金永駿) | 1992년 8월 13일~1993년 2월 24일  |                                   |          |
| 김영삼 정부 | 15대           | 이회창(李會昌)                   | 1993년 2월 25일~1993년 12월 16일  |          |
| 김영삼 정부 | 16대           | 이시윤(李時潤)                   | 1993년 12월 17일~1997년 12월 16일 |          |
| 김영삼 정부 | -              | 신상두(申相斗)                   | 1997년 12월 17일~1998년 3월 2일   | 직무대행 |
| 김대중 정부 | 서리           | 한승헌(韓勝憲)                   | 1998년 3월 3일~1998년 8월 17일    |          |
| 김대중 정부 | 17대           | 한승헌(韓勝憲)                   | 1998년 8월 18일~1999년 9월 28일   |          |
| 김대중 정부 | 18대           | 이종남(李種南)                   | 1999년 9월 29일~2003년 9월 28일   |          |
| 노무현 정부 | 18대           | 이종남(李種南)                   | 1999년 9월 29일~2003년 9월 28일   |          |
| -           | 윤은중(尹銀重) | 2003년 9월 29일~2003년 10월 24일 | 직무대행                          |          |
| -           | 박승일(朴勝一) | 2003년 10월 25일~2003년 11월 9일 | 직무대행                          |          |
| 19대        | 전윤철(田允喆) | 2003년 11월 10일~2007년 11월 9일 |                                   |          |
| 20대        | 전윤철(田允喆) | 2007년 11월 10일~2008년 5월 18일 |                                   |          |
| 이명박 정부 | -              | 김종신(金鍾信)                   | 2008년 5월 19일~2008년 9월 7일    | 직무대행 |
| 이명박 정부 | 21대           | 김황식(金滉植)                   | 2008년 9월 8일~2010년 9월 30일    |          |
| 이명박 정부 | -              | 하복동(河福同)                   | 2010년 10월 1일~2011년 3월 10일   | 직무대행 |
| 이명박 정부 | 22대           | 양건(梁建)                       | 2011년 3월 11일~2013년 8월 26일   |          |
| 박근혜 정부 | 22대           | 양건(梁建)                       | 2011년 3월 11일~2013년 8월 26일   |          |
| -           | 성용락(成龍洛) | 2013년 8월 26일~2013년 12월 2일  | 직무대행                          |          |
| 23대        | 황찬현(黃贊鉉) | 2013년 12월 2일~2017년 12월 1일  |                                   |          |
| 23대        | 황찬현(黃贊鉉) | 2013년 12월 2일~2017년 12월 1일  | 문재인 정부                       |          |
| -           | 유진희(劉進熙) | 2017년 12월 2일~2018년 1월 1일   | 직무대행                          |          |
| 24대        | 최재형(崔在亨) | 2018년 1월 2일~2021년 6월 28일   |                                   |          |
| -           | 강민아(姜敏娥) | 2021년 6월 28일~2021년 11월 11일 | 직무대행                          |          |
| 25대        | 최재해(崔載海) | 2021년 11월 12일~                |                                   |          |
| 윤석열 정부 | -              | 조은석(趙垠奭)                   | 2024년 12월 5일~2025년 1월 17일   | 직무대행 |
| 윤석열 정부 | -              | 김인회(金仁會)                   | 2025년 1월 17일~2025년 3월 13일   | 직무대행 |
| 윤석열 정부 | 25대           | 최재해(崔載海)                   | 2025년 3월 13일~                  |          |
| 이재명 정부 | 25대           | 최재해(崔載海)                   | 2025년 3월 13일~                  |          |

## 역대 임명동의안 국회 표결 결과
- 국가재건비상조치법에는 감사원장 임명에 대한 국가재건최고회의의 동의권이 존재하지 않아 임명 동의 표결이 진행되지 않았다.

| 임명권자 | 후보자 | 날짜             | 투표 결과 | 투표 결과 | 투표 결과 | 투표 결과 | 결과 | 국회   |
| 임명권자 | 후보자 | 날짜             | 가        | 부        | 기권      | 무효      | 결과 | 국회   |
| -------- | ------ | ---------------- | --------- | --------- | --------- | --------- | ---- | ------ |
| 박정희   | 이주일 | 1964년 2월 18일  | 77        | 44        | 5         | 7         | 가결 | 제6대  |
| 박정희   | 이주일 | 1968년 2월 24일  | 109       | 23        | 6         | 3         | 가결 | 제7대  |
| 박정희   | 이석제 | 1971년 7월 30일  | 126       | 30        |           | 11        | 가결 | 제8대  |
| 박정희   | 이석제 | 1972년 7월 31일  | 158       | 19        | 10        |           | 가결 | 제8대  |
| 박정희   | 신두영 | 1976년 9월 22일  | 138       | 11        | 3         |           | 가결 | 제9대  |
| 전두환   | 이한기 | 1980년 9월 22일  | 159       | 9         | 14        | 2         | 가결 | 제10대 |
| 전두환   | 이한기 | 1981년 4월 16일  | 234       | 20        | 6         | 4         | 가결 | 제11대 |
| 전두환   | 정희택 | 1982년 9월 21일  | 225       | 27        | 4         | 2         | 가결 | 제11대 |
| 전두환   | 황영시 | 1984년 6월 25일  | 198       | 59        | 2         | 4         | 가결 | 제11대 |
| 전두환   | 황영시 | 1985년 5월 16일  | 173       | 62        | 12        | 11        | 가결 | 제12대 |
| 노태우   | 김영준 | 1988년 7월 2일   | 154       | 10        | 131       | 1         | 가결 | 제13대 |
| 노태우   | 김영준 | 1992년 8월 12일  | 190       | 81        | 2         |           | 가결 | 제14대 |
| 김영삼   | 이회창 | 1993년 2월 25일  | 188       | 4         | 1         |           | 가결 | 제14대 |
| 김영삼   | 이시윤 | 1993년 12월 16일 | 226       | 24        | 1         |           | 가결 | 제14대 |
| 김대중   | 한승헌 | 1998년 8월 17일  | 182       | 68        | 5         | 2         | 가결 | 제15대 |
| 김대중   | 이종남 | 1999년 9월 20일  | 198       | 63        | 1         | 2         | 가결 | 제15대 |
| 노무현   | 윤성식 | 2003년 9월 26일  | 87        | 136       | 3         | 3         | 부결 | 제16대 |
| 노무현   | 전윤철 | 2003년 11월 7일  | 176       | 44        | 1         | 1         | 가결 | 제16대 |
| 노무현   | 전윤철 | 2007년 11월 7일  | 171       | 18        |           | 1         | 가결 | 제17대 |
| 이명박   | 김황식 | 2008년 9월 5일   | 174       | 54        |           | 3         | 가결 | 제18대 |
| 이명박   | 양건   | 2011년 3월 10일  | 201       | 62        | 4         |           | 가결 | 제18대 |
| 박근혜   | 황찬현 | 2013년 11월 28일 | 154       | 3         |           | 2         | 가결 | 제19대 |
| 문재인   | 최재형 | 2017년 12월 29일 | 231       | 12        | 3         |           | 가결 | 제20대 |
| 문재인   | 최재해 | 2021년 11월 11일 | 223       | 23        | 6         |           | 가결 | 제21대 |

## 같이 보기
- 감사원
- 감사위원
- 감사원 사무총장
- 감사원 사무차장